# Louisa Courtauld

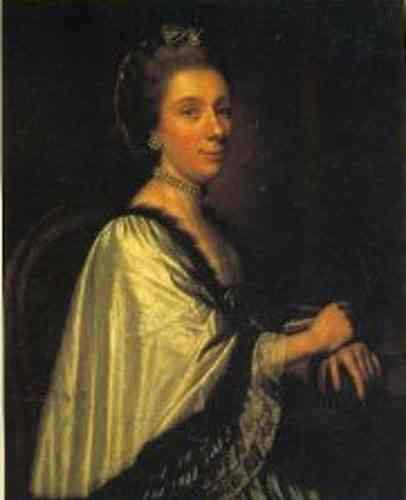
Louisa Courtauld

Louisa Courtauld, de soltera Ogier, (1729-1807) fue una platera inglesa.
Hija de un tejedor de seda procedente de Francia, Courtauld nació en Londres, ciudad en la que transcurrió la mayor parte de su carrera. A los veinte años de edad se casó con el orfebre Samuel Courtauld, hijo de Augustin Courtauld, trabajador de metales de procedencia hugonota. Con él tuvo siete hijos, y hasta su muerte en 1765 dirigieron un negocio próspero. Después de la muerte de su esposo, Louisa siguió llevando la empresa por sí misma; algunos años después, cogió a George Cowles, que había sido el aprendiz jefe, como compañero de negocio. En 1777 su hijo, Samuel Courtauld II, lo reemplazó en tal concepto. Este arreglo duró tres años; cuando acabó los dos cerraron el negocio. Samuel se trasladó a Norteamérica, mientras que Louisa se retiró a Essex.
La firma de Courtauld era conocida por la alta calidad de sus piezas. Ella y su esposo se ganaron su reputación con la plata en el estilo rococó, entonces popular, proveniente de Francia; sin embargo, en la época de su asociación con Cowles, el gusto se había movido hacia el Neoclasicismo, y en consecuencia la compañía cambió su producción.
Es interesante señalar que el suegro de Courtauld había estudiado con Simon Pantin, cuya hija, Elizabeth Godfrey, se convertiría con Courtauld en una de las pocas mujeres plateras destacadas del Londres del siglo XVIII.